# Abszolút zene
Az abszolút zene a 19. században elterjedt esztétikai fogalom; "tiszta", "voltaképpeni", hangszeres zene.
Az abszolút zenében a lényeg csaknem kizárólagosan a tiszta zenei szépségben van, függetlenül attól, hogy a zene mit fejez ki.
Saját törvényei szerint formálódik és mentes minden zenén kívüli elemtől, szövegektől, funkciótól, alkalomtól és ábrázolástól. Közös tulajdonságai vannak az autonóm, és ellentétes a funkcionális zenével, programzenével.